# Denise (Mato Grosso)
Pour les articles homonymes, voir Denise.
Denise est une municipalité brésilienne située dans l'État du Mato Grosso.